# 米野村 (岐阜県安八郡)
米野村（こめのむら）は、かつて岐阜県安八郡にあった村である。
現在の大垣市米野町などに該当する。

## 歴史
- 1889年（明治22年）7月1日 - 町村制 により、直江村発足。
- 1897年（明治30年）4月1日 - 今福村、小泉村、古宮村、直江村、平村、深池村、難波野村と合併し川並村が発足。同日米野村廃止。